# 希臘人
希臘人（希臘語: Έλληνες, ˈe̞line̞s）是一個世居於東地中海地區一帶的民族，已有超過四千年的歷史。目前希臘人主要居住於歐洲東南部的巴爾幹半島、地中海東部的塞浦路斯島以至世界各地，總人口約1600萬。
希臘人亦可指擁有希臘共和國國籍者、希臘境內的民族或族群。

## 图集

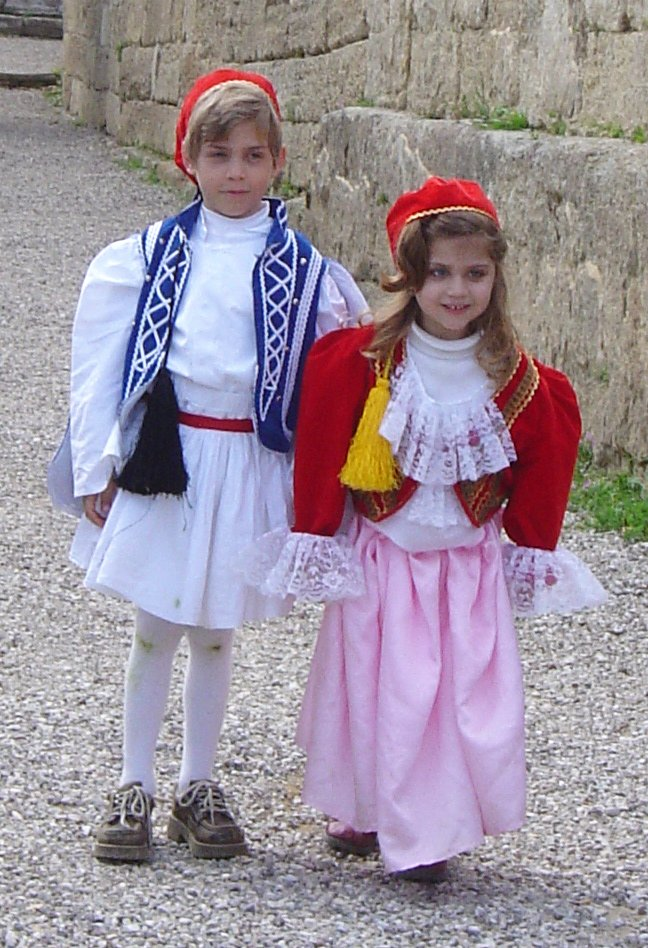
身着民族服饰的希腊儿童
希腊传统舞蹈